# Martin Möller
Pour les articles homonymes, voir Möller.
Martin Möller (né le 25 avril 1976) est un mathématicien allemand, qui s'intéresse à la géométrie algébrique et aux systèmes dynamiques.

## Carrière
Möller obtient son doctorat en 2002, sous la direction de Frank Herrlich à l'Institut de technologie de Karlsruhe avec une thèse intitulée « Modulräume irregulär gefaserter Flächen »,. En tant que chercheur postdoctoral, il travaille à Paris. Il enseigne à l'Université de Duisbourg et Essen, il travaille à l'Institut Max-Planck de mathématiques de Bonn (2007) et il est professeur à l'Université Johann Wolfgang Goethe de Francfort-sur-le-Main.
Il travaille sur les courbes de Teichmüller (courbes algébriques dans des espaces de modules de courbes), les courbes de Shimura et, en général, les surfaces complexes et les systèmes dynamiques (notamment les billards dans des espaces polygonaux, qui sont en rapport avec les courbes de Teichmüller).

## Prix et distinctions
Il reçoit un ERC Starting Grant (Flat surfaces) et est conférencier invité au Congrès international des mathématiciens en 2018 à Rio de Janeiro. En 2009, il a reçu le Prix Gay-Lussac Humboldt et, en 2008 le Prix Karl-Arnold décerné par l'Académie des sciences et des arts de Rhénanie-du-Nord-Westphalie.

## Publications (Sélection)
- « Finiteness results for Teichmüller curves », Arxiv 2005
- « Teichmueller curves, Galois actions and GT-relations », Math. Nachrichten, vol 278, 2005, P. 1061-1077, Arxiv
- « Periodic points on Veech surfaces and the Mordell-Weil group over a Teichmueller curve », Inventiones Mathematicae, vol165, 2006, Pp. 327-344, Arxiv
- « Variations of Hodge structure of Teichmueller curves », Journal of the AMS, volume 19, 2006, Pp. 327-344, Arxiv
- « Linear manifolds in the moduli space of one-forms », Duke Math. J., Tome 144, 2008, P. 447-488, Arxiv
- « Affine groups of flat surfaces », dans: A. Papadopoulos (Éd.), « Handbook of Teichmüller theory », Tome 2, 2009, P. 369-387
- avec Irene Bouw: « Teichmüller curves, triangle groups, and Lyapunov exponents », Annals of Mathematics, Volume 172, 2010, P. 139-185, Arxiv
- avec Viehweg: « Kobayashi geodesics in [Quoi ?] », J. Diff. Geom., Tome 86, 2010, P. 355-379, Arxiv
- « Shimura - and Teichmüller curves », Journal Modern Dynamics, volume 5, 2011, P. 1-32, Arxiv
- « Theta derivatives and Teichmüller curves », Atelier de Bonn 2011, pdf
- « Teichmüller curves, mainly from the viewpoint of algebraic geometry », dans: Benson Farb, Richard Hain, Eduard Looijenga (Éd.), « Moduli spaces of Riemann surfaces », IAS Park City Mathematics Series 20, AMS 2011, P. 269, pdf
- avec Matt Bainbridge: « Deligne-Mumford compactification of the real multiplication locus and Teichmueller curves in genus three », Acta Mathematica, vol 208, 2012, P. 1-92, Arxiv
- avec Eckart Viehweg, Kang Zuo: « Stability of Hodge bundles and a numerical characterization of Shimura varieties », J. Diff. Geom., Tome 92, 2012, P. 71-151, Arxiv
- avec Carlos Matheus, Jean-Christophe Yoccoz: « A criterion for the simplicity of the Lyapunov spectrum of square-tiled surfaces », Inv. Math., vol 202, 2013, P. 333-425
- « Prym covers, theta functions and Kobayashi curves in Hilbert modular surfaces », Amer. Journal. of Math., Vol. 135, 2014, P. 995-1022, Arxiv 2011
- avec Elise Goujard: « Counting Feynman-like graphs: Quasimodularity and Siegel-Veech weight », Arxiv 2016
- avec Don Zagier: « Modular embeddings of Teichmüller curves », Compositio Mathematica, Tome 152, 2016, pp 2269-2349, Arxiv